# Karl Wondrak (Skispringer)
Karl Wondrak war ein tschechoslowakischer Skispringer.

## Werdegang
Wondrak startete für die Tschechoslowakei bei der ersten Nordischen Skiweltmeisterschaft 1925 in Janské Lázně. Dabei erreichte er den 28. Platz. Bei den Olympischen Winterspielen 1928 in St. Moritz sprang er von der Normalschanze auf den 21. Platz.